# 합천 해인사 석등
합천 해인사 석등(陜川 海印寺 石燈)은 경상남도 합천군 가야면, 해인사에 있는 석등이다. 
1985년 11월 14일 경상남도의 유형문화재 제255호 해인사 석등으로 지정되었다가, 2018년 12월 20일 현재의 명칭으로 변경되었다.

## 개요
해인사 대적광전 아래쪽의 3층 석탑 앞에 자리하고 있는 석등으로, 불교의식을 행할 때 불을 밝혀두는 기구이다.
등불을 밝혀두는 화사석(火舍石)을 중심으로, 아래에 3단의 받침을 두었고, 위로는 지붕돌과 머리장식을 얹었다. 높직한 4각 바닥돌은 한 면에 2개씩의 안상(眼象)을 새겼다. 그 위의 아래받침돌은 6cm가량 층을 둔 다음 8잎의 연꽃무늬를 두었다. 가운데기둥은 후대에 와서 새로 만든 것으로 옛 모습을 찾을 수 없음이 안타깝다. 윗받침돌은 아래와 대칭되는 모습의 연꽃무늬를 새겼다. 8각 화사석은 4면에 4천왕상(四天王像)을 도드라지게 새기고, 나머지 4면에 창을 뚫었다. 지붕돌도 역시 8각으로, 경사면이 움푹하여 처마도 곡선처리되었다. 꼭대기에는 몇개의 보주(寶珠:작은 공모양 장식)가 올려져 머리장식을 하고 있다.
바닥돌을 제외한 각 부분이 8각을 이루고 있는 전형적인 양식으로, 통일신라시대의 작품이다.

## 참고 자료
- 합천 해인사 석등 - 국가유산청 국가유산포털